# Rodrigo Álvez
Rodrigo Álvez, vollständiger Name Rodrigo Alberto Álvez Fonseca, (* 25. Januar 1991 in Artigas) ist ein uruguayischer Fußballspieler.

## Karriere

### Vereine
Der 1,78 Meter große Mittelfeldakteur Álvez stand zu Beginn seiner Karriere von 2008 bis Ende August 2011 in Reihen der Reservemannschaft (Formativas) des Club Atlético Peñarol. In der Saison 2009/10 gehörte er auch dem Profikader an, kam in der Apertura zu zwei Einsätzen (kein Tor) in der Primera División und gewann mit dem Team die uruguayische Meisterschaft. Sodann wurde er im August 2011 an den Zweitligisten Miramar Misiones ausgeliehen, für den er in der Spielzeit 2011/12 in fünf Begegnungen der Segunda División auflief. Ein Tor schoss er nicht. Im Januar 2012 wechselte er zu den Rampla Juniors. In der Clausura 2012 wurde er bei de Montevideanern in sieben Erstligaspielen eingesetzt. Ein persönlicher Torerfolg blieb ihm auch dabei verwehrt. Im Januar 2013 verpflichtete ihn der Cerro Largo FC. In den ersten anderthalb Jahren seines dortigen Engagements trat er mit den Osturuguayern in der höchsten uruguayischen Spielklasse an und absolvierte saisonübergreifend 21 Erstligapartien (kein Tor). Nach dem Abstieg des Klubs kam er in den beiden Folgespielzeiten 2014/15 und 2015/16 in 35 Zweitligaspielen zum Einsatz und traf sechsmal ins gegnerische Tor. Anfang August 2016 schloss er sich dem Club Atlético Torque an. In der Saison 2016 bestritt er sieben Zweitligabegegnungen und schoss ein Tor. Mitte Februar 2017 verpflichtete ihn erneut Miramar Misiones. Seither (Stand: 10. August 2017) lief er bei seinem neuen Klub in zehn Zweitligaspielen auf und erzielte einen Treffer.

### Erfolge
- Uruguayischer Meister: 2009/10